# Protestantyzm w Indiach

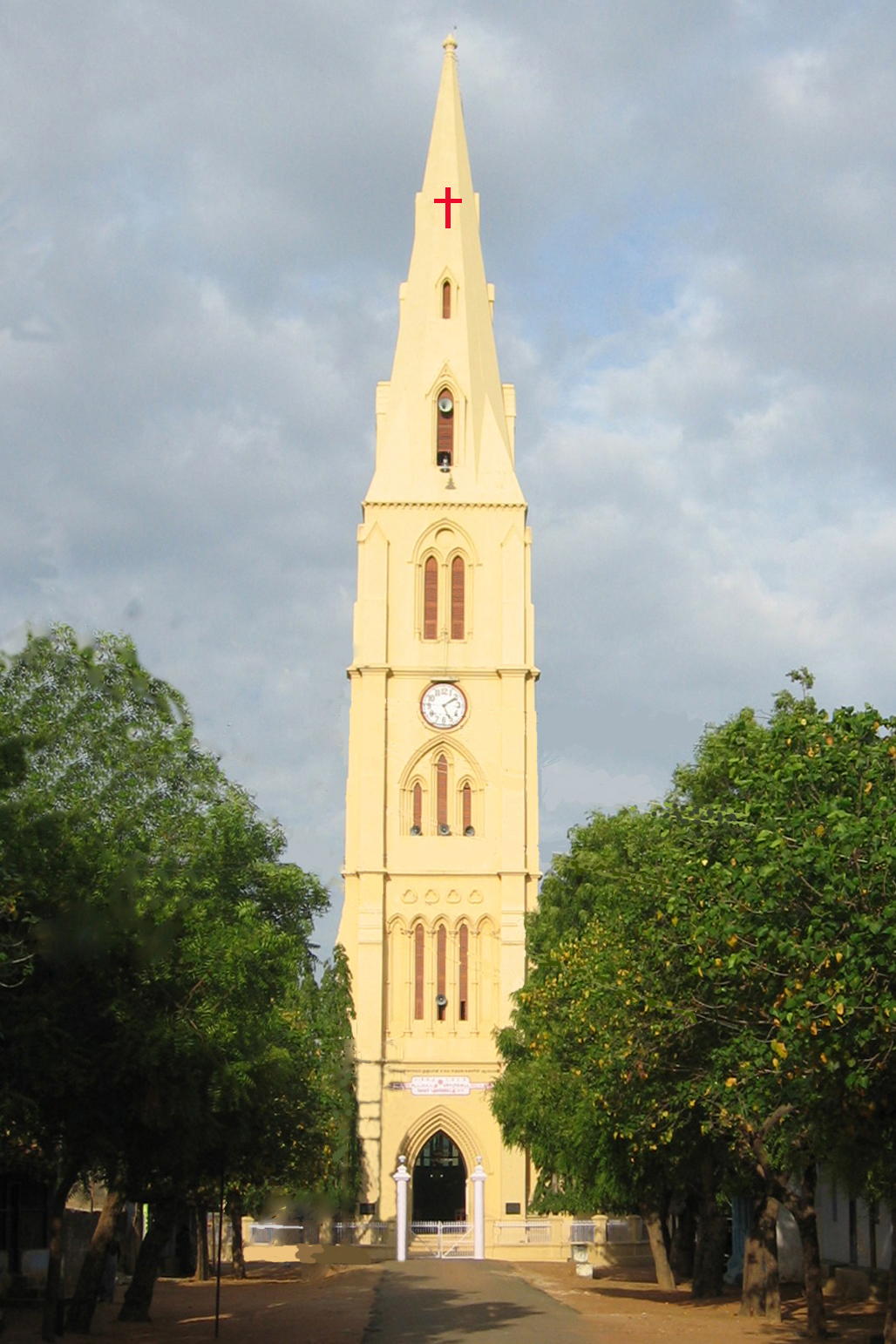
Świątynia Kościoła Południowych Indii w Mudalur, dystrykt Tuticorin.

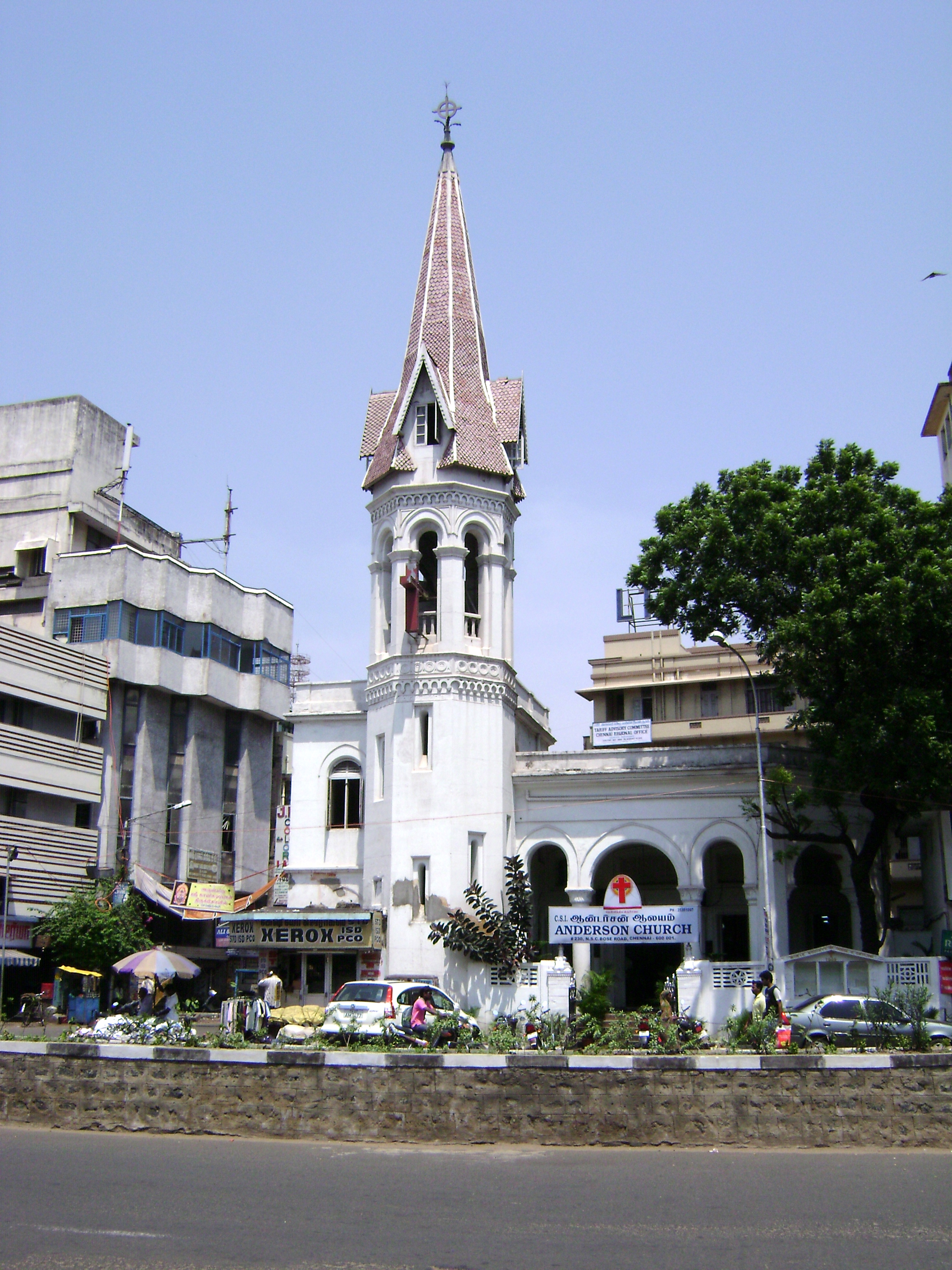
CSI Anderson Church w Ćennaj.

Protestantyzm w Indiach – bierze swoje początki w XVII wieku, od misjonarzy holenderskich. Obecnie w Indiach żyje ok. 19 milionów (59% wszystkich chrześcijan) protestantów różnych denominacji. Jednak przy ponad miliardzie mieszkańców Indii, to zaledwie 1,5%. 
Zgodnie z Operation World największe wyznania i grupy to: Kościoły ewangelicko-unijne (ok. 6 mln), zielonoświątkowcy (5,2 mln), baptyści (4-5 mln), adwentyści dnia siódmego (2,7 mln), luteranie (ok. 2 mln), prezbiterianie (1-2 mln) i metodyści (1-2 mln).

## Historia
W XVII wieku do Indii dotarli holenderscy protestanci, którzy, w przeciwieństwie do pierwszych misjonarzy katolickich, nie ingerowali zanadto w chrześcijańskie i niechrześcijańskie tradycje malankarskie. 
Pod koniec XVIII w. działania misyjne rozpoczęli także anglikanie. Pod wpływem misjonarzy anglikańskich w Syriackim Kościele Prawosławnym Malankaru postanowiono przeprowadzić reformy. Przyczyniły się do tego sytuacja polityczna, społeczna i eklezjalna. Zwłaszcza ta ostatnia - brak sprawnego kierownictwa Kościoła, znikoma wiedza biblijna, narzucony duchowieństwu celibat - sprawiła, że oferta misjonarzy protestanckich stała się bardzo atrakcyjna. Próba reformy skończyła się schizmą i ekskomuniką "reformatorów", którzy pod koniec XIX w. utworzyli własny Syriacki Kościół Mar Tomasza z Malabaru (Mar Thoma Church). Zachowali dotychczasowy obrządek antiocheński w ogólnych zarysach, ale zgodnie z tradycją protestancką usunęli wszystkie wezwania do Marii, świętych, modlitwy za zmarłych itp. Kościół ten pozostaje w komunii z Kościołem Anglikańskim. W 1961 r. grupa wiernych Syriackiego Kościoła Mar Tomasza z Malabaru o poglądach radykalnie protestanckich utworzyła własny Ewangeliczny Kościół Świętego Tomasza (St. Thomas Evangelical Church).
W Indiach od XVIII w. działały także inne misje protestanckie, m.in. luterańskie (niemieckie i duńskie), baptystyczne, prezbiteriańskie (szkockie i amerykańskie), metodystyczne (amerykańskie). W wieku XIX można było spotkać misjonarzy reprezentujących większość europejskich i amerykańskich odłamów protestantyzmu. Protestanci przyczynili się m.in. do przełożenia Biblii na różne dialekty indyjskie. Izolacja, a przede wszystkim nieefektywność działań, prowadzonych przez małe grupy protestanckie, spowodowała konieczność współpracy tych społeczności i konsultowania najważniejszych kwestii związanych z propagowaniem chrześcijaństwa reformowanego. Zaowocowało to powstawaniem różnych ekumenicznych i wielonarodowościowych wspólnot (np. Federacji Kościołów Ewangelikalnych i Luterańskich w Indiach - 1901, czy Zjednoczonego Kościoła Indii Południowych - 1924). W 1947 r. większość wyznań protestanckich utworzyła Kościół Południowych Indii (The Church of South India). W skład tego Kościoła weszła również grupa chrześcijan obrządku antiocheńskiego. W r. 1970 powstał podobny Kościół Indii Północnych (The Church of North India).
Znaczną część protestantów w Indiach stanowią baptyści. Pierwsi misjonarze baptystyczni dotarli do północno-wschodnich Indii w 1836 roku. Początkowo ewangelizacja polegała na edukacji i rozpowszechnianiu fragmentów Pisma Świętego poprzez wykorzystanie prasy drukarskiej pośród ludów Shan i Khamti. W 1984 roku stowarzyszenie baptystyczne CBCNEI obejmowało 400.000 ochrzczonych członków w 3627 kościołach. W 2011 roku CBCNEI składa się z sześciu konwencji członkowskich: Konwencja Baptystów Assam, Rada Kościołów Baptystów Arunachal, Konwencja Baptystów Garo, Konwencja Baptystów Karbi Anglong, Konwencja Baptystów Manipur i Rada Kościołów Baptystów Nagaland. Obejmują one rodzinę baptystyczną, z 94 stowarzyszeń w 7804 kościołach i 1.045.455 ochrzczonych członków.

## Obecnie
Nieoficjalnie mówi się, że chrześcijanie to już 6,5% populacji. Rozwija się szeroko ruch kościołów domowych, szczególnie w Indiach Północnych. Religijni, przeciwni chrześcijaństwu fanatycy wciąż są wielkim zagrożeniem w niektórych regionach.

## Statystyki
Ważniejsze kościoły w kraju, w 2010 roku, według Operation World:
| Kościół                                          | Liczba członków | Liczba wiernych | Procent ludności |
| Kościół Południowych Indii                       | 2 056 000       | 4 380 000       | 0,36%            |
| Kościół Adwentystów Dnia Siódmego                | 1 470 000       | 2 748 000       | 0,23%            |
| Zjednoczony Ewangelicko-Luterański Kościół Indii | 1 168 000       | 1 950 000       | 0,16%            |
| Kościół Wierzących                               | 1 500 000       | 1 800 000       | 0,15%            |
| Kościół Północnych Indii                         | 824 176         | 1 500 000       | 0,12%            |
| Prezbiteriański Kościół Indii                    | 585 970         | 1 395 000       | 0,11%            |
| Kościół Metodystyczny w Indiach                  | 575 000         | 1 150 000       | 0,09%            |
| Kościół Baptystyczny "Samavesam of Telu"         | 633 333         | 950 000         | 0,08%            |
| Zbory Boże                                       | 367 841         | 835 000         | 0,07%            |
| Ewangelizacyjna Krucjata Baptystyczna Orissa     | 405 000         | 745 000         | 0,06%            |
| Kościół Baptystyczny Nagaland                    | 484 174         | 726 261         | 0,06%            |
| Wspólnota Nowego Życia                           | 206 667         | 620 000         | 0,05%            |
| Konwencja Baptystyczna Garo                      | 242 402         | 600 000         | 0,05%            |
| Kościoły Chrystusowe                             | 224 000         | 560 000         | 0,05%            |
| Indyjska Narodowa Wspólnota Ewangeliczna         | 262 368         | 472 262         | 0,04%            |
| Zbory Braci                                      | 135 000         | 449 550         | 0,04%            |
| Ewangeliczny Kościół Indii                       | 176 986         | 442 465         | 0,04%            |
| Kościół Boży (Cleveland)                         | 285 000         | 430 000         | 0,04%            |
| Grupy Chrystusa                                  | 243 713         | 407 000         | 0,03%            |
| Menn Savodara Sangam                             | 130 000         | 395 000         | 0,03%            |
| Indyjski Zespół Ewangeliczny                     | 205 600         | 385 500         | 0,03%            |
| Armia Zbawienia                                  | 224 368         | 374 695         | 0,03%            |
| Konwencja Baptystyczna Manipur                   | 173 320         | 363 972         | 0,03%            |
| Wolny Kościół Metodystyczny                      |                 | 200 940         | 0,02%            |
| Kościół Poczwórnej Ewangelii                     |                 | 3300            | 0,00%            |